# Мендоса, Хесус
Хесу́с Мендо́са Аги́рре (исп. Jesús Mendoza Aguirre; род. 23 февраля 1977, Херес-де-ла-Фронтера, Испания) — испанский футболист и тренер. Будучи игроком, провёл свыше 400 матчей за «Херес» в рамках трёх наивысших испанских лиг.

## Карьера игрока
Хесус начинал карьеру в клубах из своей родной провинции Кадис. В 1996 году он дебютировал во взрослом футболе в составе второй команды «Кадиса». В сезоне 1998/99 защитник был отдан в аренду в «Расинг Портуэнсе». Летом 1999 году Хесус перешёл из «Кадиса» в «Херес». Он дебютировал за новый клуб 29 августа того же года, отыграв первый тайм матча Сегунды B против «Мотриля». Хесус стал важным игроком для «Хереса», стал капитаном команды и прошёл с ней путь от Сегунды B до Примеры. 30 августа 2009 года защитник сыграл свою первую встречу в чемпионате Испании, проведя полный матч с «Мальоркой». Всего Хесус принял участие в 12 играх Примеры. Суммарно за свою 14-летнюю карьеру в «Хересе» защитник принял участие в 459 матчах испанских национальных первенства (включая плей-офф). В 2013 году Хесус ушёл из «Хереса» в «Атлетико Санлукеньо», где провёл последний сезон в роли профессионального футболиста. В настоящее время он играет в футбол в составе команды ветеранов «Хереса».

## Тренерская карьера
В 2014 году Хесус был назначен главным тренером клуба «Херес», в котором он провёл большую часть карьеры игрока. Покинув «Херес» после окончания сезона 2014/15, Хесус тренировал ряд клубов из низших испанских дивизионов, нигде не задерживаясь надолго. Последним клубом в его тренерской карьере была «Ротенья», которую он возглавлял в 2019—2021 годах.

## Достижения в качестве игрока
«Херес»
- Победитель Сегунды (1): 2008/09